# سنمایا، ایواته
سنمایا، ایواته (به لاتین: Senmaya) یک منطقهٔ مسکونی در ژاپن است که در ناحیه توهوکو واقع شده‌است. سنمایا ۱۲٬۹۶۹ نفر جمعیت دارد.